# محمد محفوظ سكران

غلاف ديوان الشاعر الثاني "أنين المشتاق"

محمد محفوظ سكران الملقب بالكالف هو شاعر وملحن ومنشد يمني. ولد عام 1937 في مدينة الشحر في محافظة حضرموت. تلقى تعليمه الأولي في كتاتيب قريته، ولم يكمل تعليمه، واستمر في تثقيف نفسه عبر المطالعة. سافر إلى الكويت بحثاً عن عمل. وله مساهمات في كتابة الشعر الغنائي بلون الدان الحضرمي، صدر له ديواني شعر.